# Open du Texas (squash)
L'Open du Texas est une compétition de squash organisée en avril, alternativement à Houston et Dallas. Le tournoi se tient chaque année depuis 2000.

## Historique
L'Open du Texas avec l'épreuve du circuit professionnel féminin tel que nous le connaissons aujourd'hui a un héritage inhabituel. Les "parents" forment un couple étrange mais étonnamment compatible: Houston Squash et Dallas Squash.
L'association de squash a une histoire de tournoi amateur distinguée, y compris plusieurs tournois Texas Inaugures pendant les années 1990. En 1996, les organisateurs ont ajouté des prix à l'Open masculin. Ce n'était pas un tournoi professionnel masculin, mais au fur et à mesure que le prix augmentait, le nombre et la qualité des joueurs professionnels acceptant une invitation à participer augmentait. 
En mai 2000, Dallas  organise un événement de 17 000 $ dans le cadre du WISPA Tour. La première étincelle est venue de l'arrivée d'une joueuse qui a vu un tournoi féminin et qui a commencé à s'enquérir de la façon d'amener le WISPA en ville. Mais cette étincelle a d'abord pris feu à Dallas plutôt qu'à Houston pour deux raisons. En 1999, Sarah Fitz-Gerald, présidente de la WISPA, est venue à l'exposition avec Aidan Harrison, un enseignant local. Tous les spectateurs ont été impressionnés par son style et sa présence physique lorsqu'elle l'a battu. De plus, il y avait déjà une joueuse de squash de haut niveau qui enseignait: Thelma van Eck. Après avoir souffert sur le court avec elle, les joueuses locales comprenaient très bien à quel point Thelma pouvait être difficile à battre et étaient maintenant curieuses de savoir comment elle pourrait se battre contre les meilleures joueuses du monde. La scène était prête pour l'Open WISPA de Dallas! Sur le terrain international du YMCA Downtown Dallas, l'un des 5 terrains de 21 pieds du Metroplex, Cassie Campion, numéro un mondial a battu Leilani Joyce en quatre jeux. L'héroïne locale van Eck n'avait pas réussi à arrêter Leilani Joyce au premier tour, mais avait joué courageusement. Elle s'était qualifiée pour le tableau principal avec une victoire sur l'étoile montante Natalie Grinham, classée 30e au monde à l'époque. Beaucoup de joueurs se sont rendus à la fête, leur dernier épisode du Texas Open remonte à 2 ans et il y a encore 2 ans à attendre, mais une nouvelle graine a été semée.
Du 25 février au 3 mars 2002, l'Aon Texas Open se déroule au Met Club récemment rénové avec 5 courts internationaux. Un nombre record d'amateurs ont joué et fait la fête tout en profitant d'une compétition de squash professionnelle sous la forme d'un événement de 36 000 $ WISPA Gold Tour. Carol Owens, troisième mondiale, remporte le premier titre des WISPA Texas Open en cinq jeux face à Cassie Jackman, ancienne championne du monde.
Après les événements extrêmement agréables mais épuisants de 2000 et 2002, les deux villes ont découvert que le partage du fardeau pouvait avoir un sens. Le fait d'avoir un an pour récupérer et se regrouper tout en profitant de l'événement organisé par l'autre ville rend l'effort plus durable. Ainsi, en mars 2003, un autre WISPA Texas Open a eu lieu, mais cette fois-ci en mars. Cassie Jackman était absente à cause d'une blessure au dos, mais Carol Owens est revenue pour battre Natalie Grainger en finale et récidive l'année suivante. Depuis, Houston et Dallas continuent à détenir conjointement l'organisation du Texas Open.

## Palmarès
| Année | Champion                                                   | Finaliste                                                  | Score                                                      | Ville hôte                                                 |
| ----- | ---------------------------------------------------------- | ---------------------------------------------------------- | ---------------------------------------------------------- | ---------------------------------------------------------- |
| 2020  | annulé en raison de la pandémie de Covid-19 aux États-Unis | annulé en raison de la pandémie de Covid-19 aux États-Unis | annulé en raison de la pandémie de Covid-19 aux États-Unis | annulé en raison de la pandémie de Covid-19 aux États-Unis |
| 2019  | Amanda Sobhy                                               | Victoria Lust                                              | 11-4, 11-2, 11-5 (23 min)                                  | Dallas                                                     |
| 2018  | Amanda Sobhy                                               | Reeham Sedky                                               | 11-8, 10-12, 11-6, 11-9                                    | Houston                                                    |
| 2017  | Annie Au                                                   | Donna Urquhart                                             | 11-6, 7-11, 11-5, 5-11, 11-8.                              | Dallas                                                     |
| 2016  | Pas de compétition                                         | Pas de compétition                                         | Pas de compétition                                         |                                                            |
| 2015  | Amanda Sobhy                                               | Nour El Tayeb                                              | 11-7, 8-11, 11-8, 11-4                                     | Plano                                                      |
| 2014  | Nour El Sherbini                                           | Dipika Pallikal                                            | 11-7, 5-11, 11-7, 11-8                                     | Houston                                                    |
| 2013  | Madeline Perry                                             | Natalie Grinham                                            | 9-11, 11-8, 8-11, 11-5, 11-6]                              | Dallas                                                     |
| 2012  | Camille Serme                                              | Joelle King                                                | 11-5, 9-11, 11-8, 11-9                                     | Houston                                                    |
| 2011  | Rachael Grinham                                            | Kasey Brown                                                | 11-5, 10-12, 12-10, 11-7                                   | Dallas                                                     |
| 2010  | Joelle King                                                | Rachael Grinham                                            | 11-8, 6-11, 11-8, 11-9                                     | Houston                                                    |
| 2009  | Nicol David                                                | Natalie Grainger                                           | 7-11, 12-10, 11-5, 11-6                                    | Plano                                                      |
| 2008  | Natalie Grainger                                           | Laura Lengthorn-Massaro                                    | 9-2, 9-5, 9-6                                              | Houston                                                    |
| 2007  | Natalie Grainger                                           | Rebecca Chiu                                               | 9-0, 9-1, 9-4                                              | Dallas                                                     |
| 2006  | Vicky Botwright                                            | Engy Kheirallah                                            | 9-5, 9-3, 9-2                                              | Houston                                                    |
| 2005  | Vanessa Atkinson                                           | Rachael Grinham                                            | 9-10, 0-9, 9-4, 9-3, 9-2                                   | Dallas                                                     |
| 2004  | Rachael Grinham                                            | Cassie Jackman                                             | 9-5, 9-5, 9-5                                              | Houston                                                    |
| 2003  | Carol Owens                                                | Natalie Pohrer                                             | 9-10, 9-1, 9-4, 9-1                                        | Dallas                                                     |
| 2002  | Carol Owens                                                | Cassie Campion                                             | 8-10, 9-4, 6-9, 9-4, 9-3                                   | Houston                                                    |
| 2000  | Cassie Campion                                             | Leilani Joyce                                              |                                                            | Dallas                                                     |